# Eternautul (serial)
Eternautul (în spaniolă El Eternauta) este un serial de televiziune SF argentinian creat de Bruno Stagnaro, bazat pe benzile desenate omonime de Héctor Germán Oesterheld și Francisco Solano López. Produs de Netflix și K&S Films, serialul are în centru un grup de supraviețuitori ai unei ninsori mortale provocată de o invazie extraterestră.

## Premisă
Într-o noapte de vară, începe o ninsoare misterioasă în Buenos Aires, care ucide rapid cea mai mare parte a populației. Juan Salvo și prietenii săi se numără printre miile de supraviețuitori, dar după aceea, viața lor este o luptă. Apoi, află că zăpada a fost doar începutul unui atac al invadatorilor extratereștri. „Singura modalitate de a rămâne în viață este să te unești cu alții și să lupți. Nimeni nu va supraviețui singur.”

## Distribuție
- Ricardo Darín ca Juan Salvo, un „om comun implicat într-o situație extraordinară.”[4]
- Carla Peterson ca Elena, fosta soție a lui Salvo[4]
- César Troncoso ca Alfredo Favalli ("Tano")[4]
- Andrea Pietra ca Ana, soția lui Favalli[4]
- Ariel Staltari ca Omar: un personaj original creat pentru serial, pe care Stăltari l-a descris drept „ochiul publicului, care pune oarecum la îndoială legătura prietenilor.”[4]
- Marcelo Subiotto ca Lucas, un prieten al lui Salvo[4]
- Mora Fisz - Clara Salvo, fiica lui Juan și a Elenei[4]
- Claudio Martínez Bel ca Polsky ("Ruso"),un prieten al lui Salvo[4]
- Orianna Cárdenas ca Inga, un personaj original creat pentru serial[4]

## Episoade
| Nr. în serial | Nr. în sezon | Titlu                                     | Regizat de     | Scris de                                               | Data difuzării  |
| ------------- | ------------ | ----------------------------------------- | -------------- | ------------------------------------------------------ | --------------- |
| 1             | 1            | „Noche de truco” „A Night of Cards”       | Bruno Stagnaro | Bruno Stagnaro, Ariel Staltari și Gabriel Stagnaro     | 30 aprilie 2025 |
| 2             | 2            | „Salgan al sol” „Step Into the Sun”       | Bruno Stagnaro | Bruno Stagnaro, Ariel Staltari și María Alicia Garcias | 30 aprilie 2025 |
| 3             | 3            | „El magnetismo” „Magnetism”               | Bruno Stagnaro | Bruno Stagnaro și Ariel Staltari                       | 30 aprilie 2025 |
| 4             | 4            | „Credo” „Creed”                           | Bruno Stagnaro | Bruno Stagnaro, Ariel Staltari și Martín Wain          | 30 aprilie 2025 |
| 5             | 5            | „Paisaje” „Horizon”                       | Bruno Stagnaro | Bruno Stagnaro și Ariel Staltari                       | 30 aprilie 2025 |
| 6             | 6            | „Jugo de tomate frío” „Cold Tomato Juice” | Bruno Stagnaro | Bruno Stagnaro, Ariel Staltari și María Alicia Garcias | 30 aprilie 2025 |

## Context
În 1968, compania de publicitate Gil & Bertolini a cumpărat drepturile de autor ale seriei de benzi desenate The Eternaut pentru a produce un serial de televiziune de animație, care urma să fie prezentat la Prima Bienală Mondială de Benzi Desenate. Fiecare episod urma să fie prezentat chiar de Oesterheld, iar animația era rotoscopică, o tehnică foarte scumpă la acea vreme. Proiectul a fost anulat după producția unui episod pilot de 24 de minute.  
În următorii douăzeci de ani, problemele financiare și cele legate de drepturile de autor au împiedicat diferite adaptări ale seriei de benzi desenate Eternaut pentru film și televiziune. Regizori argentinieni ca Fernando „Pino” Solanas sau Gustavo Mosquera și-au exprimat interesul pentru o adaptare, la fel ca și Adolfo Aristarain.  Atunci, Aristarain a spus că singura modalitate de a produce filmul ar fi în limba engleză, având în vedere că ar costa cel puțin 10-15 milioane de dolari americani, dar „aceasta nu ar fi calea corectă”, deoarece considera The Eternaut o parte a culturii argentiniene.
În 1995, a existat un proiect de miniserie al unei rețele mari de televiziune din Buenos Aires, cu efecte speciale încredințate companiei de animație pe calculator Aicon. Un contract preliminar a fost semnat cu un mare studio de la Hollywood. În 2007, o companie de producție italiană a lucrat la o adaptare a lui Eternaut, în acord cu văduva și nepoții familiei Oesterheld. A intrat în negocieri cu studiourile argentiniene și cu Institutul Național de Cinematografie și Arte Audiovizuale (INCAA) pentru o posibilă coproducție. În 2008, regizoarea Lucrecia Martel a fost solicitată pentru o adaptare cinematografică a lui Eternaut. Ea a lucrat la scenariu un an și jumătate, care avea loc în prezent, dar familia Oesterheld a considerat că acesta se îndepărtează prea mult de materialul sursă, producătorii s-au retras, iar proiectul a stagnat. În 2018, cineastul spaniol Álex de la Iglesia și-a exprimat interesul pentru realizarea unei adaptări, actorul Ricardo Darín fiind inclus în proiect în rolul principal.
Regizorului Bruno Stagnaro i-a plăcut întotdeauna materialul sursă și s-a simțit mereu foarte apropiat de el, invocând „ancorarea sa clară și precisă în spațiul [Argentinei]” ca o influență pentru primele sale proiecte , Pizza, Beer, and Cigarettes (1998) și Okupas (2000). În 2003, a început să scrie propria sa versiune, care are loc într-un Buenos Aires post-apocaliptic din zilele noastre, finalizând scenariul primului episod și testând cu starul serialului Okupas, Rodrigo de la Serna, la casa de producție Ideas del Sur. Cu toate acestea, proiectul a fost abandonat din cauza bugetului.

## Producție

### Dezvoltare
K&S Films a făcut o înțelegere cu moștenitorii autorului la începutul anilor 2000. Proiectul, inițial un film, a devenit un serial după ce Netflix s-a alăturat proiectului în 2018.  Stagnaro s-a întâlnit cu Mosteirín și cu coproducătoarea Leticia Cristi și le-a povestit despre proiectul său, pe care l-au legat de versiunea lor a lui The Eternaut. Martín Oesterheld — nepotul autorului — și Laura Bruno, care dețin drepturile pentru banda desenată originală, și-au dat permisiunea pentru proiect cu condiția ca filmarea să aibă loc în Buenos Aires și să fie vorbit în limba spaniolă.
În februarie 2020, cofondatorul Netflix , Reed Hastings, a anunțat că va produce un serial ca o adaptare a lui The Eternaut, în regia lui Stagnaro, cu Martín Oesterheld - și el regizor - ca și consultant, care va fi lansată între sfârșitul anului 2021 și începutul anului 2022. În august 2021, Francisco Ramos, vicepreședintele Netflix pentru conținut latino-american, a dat asigurări că proiectul este încă în desfășurare, dar că serialul nu va fi lansat înainte de 2023 din cauza complicațiilor legate de pandemia de COVID-19.
Ramos a detaliat dezvoltarea scenariului, precum și „designul tehnologic și tehnic” al serialului, pe care l-a descris ca fiind „unul dintre cele mai ambițioase proiecte latino-americane în limba spaniolă realizate vreodată”.  În martie 2025, Ramos a reiterat că el considera că serialul va fi „un punct de cotitură pentru industria cinematografică din Argentina” în ceea ce privește „progresele tehnologice, îndrăzneala, divertismentul și limbajul cinematografic”.  În februarie 2023, The Eternaut a fost unul dintre proiectele selectate pentru programul BA Cash Rebate pentru producții internaționale filmate în Buenos Aires, primind până la 20% din buget. 
La 1 mai 2025, la o zi după premiera primului sezon, Netflix a confirmat dezvoltarea unui al doilea sezon, care va încheia serialul, cu Stagnaro revenind ca regizor și creator. Potrivit lui Francisco Ramos, sezonul doi „va aprofunda o mulțime de concepte SF care au fost evidențiate în sezonul 1 și vor fi complet dezvoltate” și va consta probabil în opt episoade.

## Lansare
Primul sezon a fost lansat integral pe Netflix la 30 aprilie 2025, fiind format din șase episoade. Lansarea serialului urma inițial să aibă loc între sfârșitul anului 2021 și începutul anului 2022, dar a fost amânată până în 2025 din cauza complicațiilor legate de pandemia de COVID-19.